# Sterling K. Berberian
Sterling Khazag Berberian (* 15. Januar 1926 in Waukegan; † 22. Dezember 2022 in Black Mountain (North Carolina)) war ein US-amerikanischer Mathematiker, der sich mit Analysis befasste.
Berberian studierte an der Michigan State University mit Bachelor-Abschluss 1948 und Master-Abschluss 1950. Er wurde 1955 an der University of Chicago bei Irving Kaplansky promoviert (The Regular Ring of a Finite AW*-Algebra). 1950 war er Instructor an der Fisk University, 1951 an der Southern Illinois University und 1952/53 an der University of Illinois. Ab 1955 war er an der Michigan State University Instructor und Assistant Professor und ab 1957 Assistant Professor und später Professor an der University of Iowa. Von 1966 bis 1968 war er Herausgeber der Mathematical Reviews bei der American Mathematical Society. Von 1968 bis zur Emeritierung 1991 lehrte er als Professor an der University of Texas at Austin.
Er war Gastprofessor an der Indiana University, an der University of Reading und in Frankreich (Paris, Poitiers).
Er befasste sich mit Hilbert-Räumen, Baer-Ringen, Integrationstheorie und Operatoralgebren und ist als Verfasser von Lehrbüchern und Monographien bekannt.

## Schriften
- Baer *-Rings, Grundlehren der mathematischen Wissenschaften 195, Springer 1972
- Lectures in Functional Analysis and Operator Theory, Graduate Texts in Mathematics, Springer 1974
- A First Course in Real Analysis, Undergraduate Texts in Mathematics, Springer 1994